# Groupe D des éliminatoires du Championnat d'Europe de football 2024
 (décembre 2022).
Navigation
- A
- B
- C
- D
- E
- F
- G
- H
- I
- J

Le groupe D des éliminatoires du Championnat d'Europe de football 2024 est l'un des dix groupes qui décideront quelles équipes se qualifieront pour la phase finale de l'Euro 2024 en Allemagne. Le groupe D comprend cinq équipes : la Croatie, le pays de Galles, l'Arménie, la Turquie et la Lettonie. Les équipes s'affronteront à domicile et à l'extérieur dans un tournoi toutes rondes.
Les deux meilleures équipes se qualifieront directement pour le tournoi final. Les participants aux barrages seront déterminés en fonction de leurs performances dans la Ligue des nations de l'UEFA 2022-2023.

## Classement
| Rang | Équipe         | Pts | J | G | N | P | Bp | Bc | Diff |  | Résultats (▼ dom., ► ext.) |     |     |     |     |     |
| ---- | -------------- | --- | - | - | - | - | -- | -- | ---- |  | -------------------------- | --- | --- | --- | --- | --- |
| 1    | Turquie        | 17  | 8 | 5 | 2 | 1 | 14 | 7  | +7   |  | Turquie                    |     | 0-2 | 2-0 | 1-1 | 4-0 |
| 2    | Croatie        | 16  | 8 | 5 | 1 | 2 | 13 | 4  | +9   |  | Croatie                    | 0-1 |     | 1-1 | 1-0 | 5-0 |
| 3    | Pays de Galles | 12  | 8 | 3 | 3 | 2 | 10 | 10 | 0    |  | Pays de Galles             | 1-1 | 2-1 |     | 2-4 | 1-0 |
| 4    | Arménie        | 8   | 8 | 2 | 2 | 4 | 9  | 11 | -2   |  | Arménie                    | 1-2 | 0-1 | 1-1 |     | 2-1 |
| 5    | Lettonie       | 3   | 8 | 1 | 0 | 7 | 5  | 19 | -14  |  | Lettonie                   | 2-3 | 0-2 | 0-2 | 2-0 |     |

## Matchs
La liste des matches sera publiée par l'UEFA le 10 octobre 2022, le jour après le tirage au sort organisé à Francfort,,. Les heures sont CET/CEST, comme indiqué par l'UEFA (les heures locales, si elles sont différentes, sont entre parenthèses).

## Résultats et calendrier
| 1re journée                | Arménie                                                                      | 1 - 2   | Turquie                                              | Stade Républicain Vazgen-Sargsian, Erevan                                             |                                                                                       |
| 25 mars 2023 18h00 (21h00) | Kabak 10e (csc)                                                              | (1 - 1) | 34e Kökçü (Bulut ) · 64e Aktürkoğlu (Ünal )          | Spectateurs : 14 125 Arbitrage : José María Sánchez Arbitre vidéo : Ricardo de Burgos | Spectateurs : 14 125 Arbitrage : José María Sánchez Arbitre vidéo : Ricardo de Burgos |
| 25 mars 2023 18h00 (21h00) | Mkrtchyan 45e · Spertsyan 48e · Bayramyan 65e · Haroyan 71e · Barseghyan 81e | Rapport | 38e Söyüncü · 42e Bulut · 43e Demiral · 90+1e Yüksek | Spectateurs : 14 125 Arbitrage : José María Sánchez Arbitre vidéo : Ricardo de Burgos | Spectateurs : 14 125 Arbitrage : José María Sánchez Arbitre vidéo : Ricardo de Burgos |

| 25 mars 2023 | Croatie                   | 1 - 1   | Pays de Galles            | Stade de Poljud, Split                                                       |                                                                              |
| 20h45        | ( Livaković) Kramarić 28e | (1 - 0) | 90+3e Broadhead (Mepham ) | Spectateurs : 33 474 Arbitrage : João Pinheiro Arbitre vidéo : Tiago Martins | Spectateurs : 33 474 Arbitrage : João Pinheiro Arbitre vidéo : Tiago Martins |
| 20h45        | Juranović 31e             | Rapport | 25e Ampadu                | Spectateurs : 33 474 Arbitrage : João Pinheiro Arbitre vidéo : Tiago Martins | Spectateurs : 33 474 Arbitrage : João Pinheiro Arbitre vidéo : Tiago Martins |

| 2e journée                 | Pays de Galles | 1 - 0   | Lettonie                   | Cardiff City Stadium, Cardiff                                                   |                                                                                 |
| 28 mars 2023 20h45 (19h45) | Moore 41e      | (1 - 0) |                            | Spectateurs : 32 806 Arbitrage : Giorgi Kruashvili Arbitre vidéo : Paolo Valeri | Spectateurs : 32 806 Arbitrage : Giorgi Kruashvili Arbitre vidéo : Paolo Valeri |
| 28 mars 2023 20h45 (19h45) | Wilson 35e     | Rapport | 44e Sorokins · 62e Zjuzins | Spectateurs : 32 806 Arbitrage : Giorgi Kruashvili Arbitre vidéo : Paolo Valeri | Spectateurs : 32 806 Arbitrage : Giorgi Kruashvili Arbitre vidéo : Paolo Valeri |

| 28 mars 2023  | Turquie | 0 - 2   | Croatie                                           | Timsah Arena, Bursa                                                               |                                                                                   |
| 20h45 (21h45) |         | (0 - 2) | 20e Kovačić (Pašalić ) · 45+4e Kovačić (Pašalić ) | Spectateurs : 37 750 Arbitrage : Andreas Ekberg Arbitre vidéo : Christian Dingert | Spectateurs : 37 750 Arbitrage : Andreas Ekberg Arbitre vidéo : Christian Dingert |
| 20h45 (21h45) |         | Rapport | 62e Livaković · 69e Gvardiol                      | Spectateurs : 37 750 Arbitrage : Andreas Ekberg Arbitre vidéo : Christian Dingert | Spectateurs : 37 750 Arbitrage : Andreas Ekberg Arbitre vidéo : Christian Dingert |

| 3e journée                 | Pays de Galles                             | 2 - 4   | Arménie                                                                                             | Cardiff City Stadium, Cardiff                                                     |                                                                                   |
| 16 juin 2023 20h45 (19h45) | ( Johnson) James 10e · ( Moore) Wilson 72e | (1 - 2) | 19e Zelarayán (Tiknizyan ) · 30e Ranos (Spertsyan ) · 66e Ranos (Zelarayán ) · 75e Zelarayán (Iwu ) | Spectateurs : 32 774 Arbitrage : Georgi Kabakov Arbitre vidéo : Dragomir Draganov | Spectateurs : 32 774 Arbitrage : Georgi Kabakov Arbitre vidéo : Dragomir Draganov |
| 16 juin 2023 20h45 (19h45) | Mepham 70e · Moore 78e · Williams 85e      | Rapport | 67e Ranos · 70e Tiknizyan · 78e Čančarević · 84e Mkrtchyan · 90+6e Briasco                          | Spectateurs : 32 774 Arbitrage : Georgi Kabakov Arbitre vidéo : Dragomir Draganov | Spectateurs : 32 774 Arbitrage : Georgi Kabakov Arbitre vidéo : Dragomir Draganov |

| 16 juin 2023  | Lettonie                               | 2 - 3   | Turquie                                                      | Skonto Stadion, Riga                                                       |                                                                            |
| 20h45 (21h45) | ( Gutkovskis) Emsis 51e · Tobers 90+4e | (0 - 1) | 22e Bardakcı (Demiral ) · 61e Ünder (Kökçü ) · 90+5e Kahveci | Spectateurs : 6 287 Arbitrage : Tamás Bognár Arbitre vidéo : Luca Pairetto | Spectateurs : 6 287 Arbitrage : Tamás Bognár Arbitre vidéo : Luca Pairetto |
| 20h45 (21h45) | Ošs 34e · Emsis 51e, 83e · Tobers 66e  | Rapport | 32e Çelik · 41e Kadıoğlu                                     | Spectateurs : 6 287 Arbitrage : Tamás Bognár Arbitre vidéo : Luca Pairetto | Spectateurs : 6 287 Arbitrage : Tamás Bognár Arbitre vidéo : Luca Pairetto |

| 4e journée                 | Arménie                                            | 2 - 1   | Lettonie                                                 | Stade Républicain Vazgen-Sargsian, Erevan                                    |                                                                              |
| 19 juin 2023 18h00 (20h00) | ( Dashyan) Tiknizyan 35e · Barseghyan 90+1e (pen.) | (1 - 0) | 67e Savaļnieks                                           | Spectateurs : 13 450 Arbitrage : Peter Kralović Arbitre vidéo : Sören Storks | Spectateurs : 13 450 Arbitrage : Peter Kralović Arbitre vidéo : Sören Storks |
| 19 juin 2023 18h00 (20h00) | Haroyan 10e                                        | Rapport | 18e Saveļjevs · 51e Jaunzems · 81e Uldriķis · 89e Tobers | Spectateurs : 13 450 Arbitrage : Peter Kralović Arbitre vidéo : Sören Storks | Spectateurs : 13 450 Arbitrage : Peter Kralović Arbitre vidéo : Sören Storks |

| 19 juin 2023  | Turquie                                           | 2 - 0   | Pays de Galles            | 19 Mayıs Stadyumu, Samsun                                                          |                                                                                    |
| 20h45 (21h45) | ( Yılmaz) Nayir 72e · ( Kökçü) Güler 80e          | (0 - 0) |                           | Spectateurs : 28 766 Arbitrage : Fabio Maresca Arbitre vidéo : Massimiliano Irrati | Spectateurs : 28 766 Arbitrage : Fabio Maresca Arbitre vidéo : Massimiliano Irrati |
| 20h45 (21h45) | Çelik 16e · Demiral 47e · Ünder 51e · Kahveci 75e | Rapport | 41e Morrell · 58e Roberts | Spectateurs : 28 766 Arbitrage : Fabio Maresca Arbitre vidéo : Massimiliano Irrati | Spectateurs : 28 766 Arbitrage : Fabio Maresca Arbitre vidéo : Massimiliano Irrati |

| 5e journée             | Croatie | 5 - 0   | Lettonie     | Stade Rujevica, Rijeka                                                        |                                                                               |
| 8 septembre 2023 20h45 | Petković 3e · ( Petković) Ivanušec 13e · ( Perišić) Petković 44e · ( Barišić) Kramarić 68e · ( Perišić) Pašalić 78e | (3 - 0) |              | Spectateurs : 8 152 Arbitrage : Philip Farrugia Arbitre vidéo : Luca Pairetto | Spectateurs : 8 152 Arbitrage : Philip Farrugia Arbitre vidéo : Luca Pairetto |
| 8 septembre 2023 20h45 | | Rapport | 81e Cigaņiks | Spectateurs : 8 152 Arbitrage : Philip Farrugia Arbitre vidéo : Luca Pairetto | Spectateurs : 8 152 Arbitrage : Philip Farrugia Arbitre vidéo : Luca Pairetto |

| 8 septembre 2023 | Turquie                                    | 1 - 1   | Arménie                                         | Yeni Eskişehir Stadyumu, Eskişehir                                           |                                                                              |
| 20h45 (21h45)    | ( Dervişoğlu) Yildirim 88e                 | (0 - 0) | 49e Dashyan                                     | Spectateurs : 31 740 Arbitrage : Daniele Orsato Arbitre vidéo : Paolo Valeri | Spectateurs : 31 740 Arbitrage : Daniele Orsato Arbitre vidéo : Paolo Valeri |
| 20h45 (21h45)    | Söyüncü 79e · Yildirim 86e · Demiral 90+2e | Rapport | 27e Bichakhchyan · 74e Čančarević · 82e Haroyan | Spectateurs : 31 740 Arbitrage : Daniele Orsato Arbitre vidéo : Paolo Valeri | Spectateurs : 31 740 Arbitrage : Daniele Orsato Arbitre vidéo : Paolo Valeri |

| 6e journée                      | Arménie | 0 - 1   | Croatie                     | Stade Républicain Vazgen-Sargsian, Erevan                                      |                                                                                |
| 11 septembre 2023 18h00 (20h00) |         | (0 - 1) | 13e Kramarić                | Spectateurs : 14 233 Arbitrage : Clément Turpin Arbitre vidéo : Jérôme Brisard | Spectateurs : 14 233 Arbitrage : Clément Turpin Arbitre vidéo : Jérôme Brisard |
| 11 septembre 2023 18h00 (20h00) |         | Rapport | 21e Gvardiol · 29e Stanišić | Spectateurs : 14 233 Arbitrage : Clément Turpin Arbitre vidéo : Jérôme Brisard | Spectateurs : 14 233 Arbitrage : Clément Turpin Arbitre vidéo : Jérôme Brisard |

| 11 septembre 2023 | Lettonie                                                                                | 0 - 2   | Pays de Galles                             | Skonto Stadion, Riga                                                            |                                                                                 |
| 20h45 (21h45)     |                                                                                         | (0 - 1) | 29e (pen.) Ramsey · 90+6e Brooks (Wilson ) | Spectateurs : 6 464 Arbitrage : Michal Ocenáš Arbitre vidéo : Aleandro Di Paolo | Spectateurs : 6 464 Arbitrage : Michal Ocenáš Arbitre vidéo : Aleandro Di Paolo |
| 20h45 (21h45)     | Dubra 27e · Savaļnieks 59e · J. Ikaunieks 64e · Emsis 78e · Tobers 90e · Cigaņiks 90+7e | Rapport | 90+3e Mepham                               | Spectateurs : 6 464 Arbitrage : Michal Ocenáš Arbitre vidéo : Aleandro Di Paolo | Spectateurs : 6 464 Arbitrage : Michal Ocenáš Arbitre vidéo : Aleandro Di Paolo |

| 7e journée                    | Lettonie                                   | 2 - 0   | Arménie     | Skonto Stadion, Riga                                                           |                                                                                |
| 12 octobre 2023 18h00 (19h00) | ( Jaunzems) J. Ikaunieks 39e · Balodis 68e | (1 - 0) |             | Spectateurs : 5 128 Arbitrage : Rade Obrenovič Arbitre vidéo : Nejc Kajtazovic | Spectateurs : 5 128 Arbitrage : Rade Obrenovič Arbitre vidéo : Nejc Kajtazovic |
| 12 octobre 2023 18h00 (19h00) | Ošs 31e, 52e · Emsis 65e                   | Rapport | 31e Haroyan | Spectateurs : 5 128 Arbitrage : Rade Obrenovič Arbitre vidéo : Nejc Kajtazovic | Spectateurs : 5 128 Arbitrage : Rade Obrenovič Arbitre vidéo : Nejc Kajtazovic |

| 12 octobre 2023 | Croatie                                                | 0 - 1   | Turquie                                                           | Opus Arena, Osijek                                                             |                                                                                |
| 20h45           |                                                        | (0 - 1) | 30e Yılmaz (Özcan )                                               | Spectateurs : 12 812 Arbitrage : Anthony Taylor Arbitre vidéo : Stuart Attwell | Spectateurs : 12 812 Arbitrage : Anthony Taylor Arbitre vidéo : Stuart Attwell |
| 20h45           | Brozović 12e · Barišić 34e · Modrić 88e · Petković 90e | Rapport | 16e Yılmaz · 68e Çakır · 90e Yildirim · 90+1e Ayhan · 90+2e Akgün | Spectateurs : 12 812 Arbitrage : Anthony Taylor Arbitre vidéo : Stuart Attwell | Spectateurs : 12 812 Arbitrage : Anthony Taylor Arbitre vidéo : Stuart Attwell |

| 8e journée                    | Pays de Galles                             | 2 - 1   | Croatie                 | Cardiff City Stadium, Cardiff                                                |                                                                              |
| 15 octobre 2023 20h45 (19h45) | ( Brooks) Wilson 47e · ( James) Wilson 60e | (0 - 0) | 75e Pašalić             | Spectateurs : 31 240 Arbitrage : Davide Massa Arbitre vidéo : Marco Di Bello | Spectateurs : 31 240 Arbitrage : Davide Massa Arbitre vidéo : Marco Di Bello |
| 15 octobre 2023 20h45 (19h45) | James 86e                                  | Rapport | 21e Vida · 89e Brozović | Spectateurs : 31 240 Arbitrage : Davide Massa Arbitre vidéo : Marco Di Bello | Spectateurs : 31 240 Arbitrage : Davide Massa Arbitre vidéo : Marco Di Bello |

| 15 octobre 2023 | Turquie                                                                                      | 4 - 0   | Lettonie                                           | Konya Büyükşehir Belediye Stadyumu, Konya                                   |                                                                             |
| 20h45 (21h45)   | ( Özkaçar) Akgün 58e · ( Akaydin) Tosun 83e · ( Sari) Aktürkoğlu 87e · ( Yüksek) Tosun 90+2e | (0 - 0) |                                                    | Spectateurs : 35 925 Arbitrage : Enea Jorgji Arbitre vidéo : Daniele Chiffi | Spectateurs : 35 925 Arbitrage : Enea Jorgji Arbitre vidéo : Daniele Chiffi |
| 20h45 (21h45)   | Özcan 17e · Aktürkoğlu 63e · Bardakcı 64e · Can Kahveci 84e                                  | Rapport | 49e Emsis · 51e Ozols · 56e Dašķevičs · 64e Tobers | Spectateurs : 35 925 Arbitrage : Enea Jorgji Arbitre vidéo : Daniele Chiffi | Spectateurs : 35 925 Arbitrage : Enea Jorgji Arbitre vidéo : Daniele Chiffi |

| 9e journée                     | Arménie      | 1 - 1   | Pays de Galles                      | Stade Républicain Vazgen-Sargsian, Erevan                                     |                                                                               |
| 18 novembre 2023 15h00 (18h00) | Zelarayán 5e | (1 - 1) | 45+2e (csc) Tiknizyan               | Spectateurs : 14 271 Arbitrage : Benoît Bastien Arbitre vidéo : Benoît Millot | Spectateurs : 14 271 Arbitrage : Benoît Bastien Arbitre vidéo : Benoît Millot |
| 18 novembre 2023 15h00 (18h00) | Haroyan 54e  | Rapport | 32e Mepham · 54e Ampadu · 78e James | Spectateurs : 14 271 Arbitrage : Benoît Bastien Arbitre vidéo : Benoît Millot | Spectateurs : 14 271 Arbitrage : Benoît Bastien Arbitre vidéo : Benoît Millot |

| 18 novembre 2023 | Lettonie                   | 0 - 2   | Croatie                                      | Skonto Stadion, Riga                                                       |                                                                            |
| 18h00 (19h00)    |                            | (0 - 2) | 7e Majer (Ivanušec ) · 16e Kramarić (Majer ) | Spectateurs : 6 747 Arbitrage : Urs Schnyder Arbitre vidéo : Luca Pairetto | Spectateurs : 6 747 Arbitrage : Urs Schnyder Arbitre vidéo : Luca Pairetto |
| 18h00 (19h00)    | Tobers 30e · Saveļjevs 65e | Rapport |                                              | Spectateurs : 6 747 Arbitrage : Urs Schnyder Arbitre vidéo : Luca Pairetto | Spectateurs : 6 747 Arbitrage : Urs Schnyder Arbitre vidéo : Luca Pairetto |

| 10e journée                    | Pays de Galles                                        | 1 - 1   | Turquie                                                              | Cardiff City Stadium, Cardiff                                              |                                                                            |
| 21 novembre 2023 20h45 (19h45) | ( Wilson) Williams 7e                                 | (1 - 0) | 70e (pen.) Yazıcı                                                    | Spectateurs : 32 291 Arbitrage : Matej Jug Arbitre vidéo : Nejc Kajtazovic | Spectateurs : 32 291 Arbitrage : Matej Jug Arbitre vidéo : Nejc Kajtazovic |
| 21 novembre 2023 20h45 (19h45) | Johnson 22e · Davies 70e · Ward 90+5e · Roberts 90+5e | Rapport | 54e Yazıcı · 72e Çelik · 82e Aktürkoğlu · 89e Özcan · 90+5e Bayindir | Spectateurs : 32 291 Arbitrage : Matej Jug Arbitre vidéo : Nejc Kajtazovic | Spectateurs : 32 291 Arbitrage : Matej Jug Arbitre vidéo : Nejc Kajtazovic |

| 21 novembre 2023 | Croatie             | 1 - 0   | Arménie     | Stade Maksimir, Zagreb                                                      |                                                                             |
| 20h45            | ( Sosa) Budimir 43e | (1 - 0) |             | Spectateurs : 20 398 Arbitrage : Ivan Kružliak Arbitre vidéo : Paolo Valeri | Spectateurs : 20 398 Arbitrage : Ivan Kružliak Arbitre vidéo : Paolo Valeri |
| 20h45            |                     | Rapport | 87e Piloyan | Spectateurs : 20 398 Arbitrage : Ivan Kružliak Arbitre vidéo : Paolo Valeri | Spectateurs : 20 398 Arbitrage : Ivan Kružliak Arbitre vidéo : Paolo Valeri |

## Statistiques

### Buteurs
4 buts     
- Andrej Kramarić

3 buts    
- Harry Wilson
- Lucas Zelarayán

2 buts   
- Grant-Leon Ranos
- Mateo Kovačić
- Bruno Petković
- Mario Pašalić
- Cenk Tosun

1 but  
- Nair Tiknizyan
- Tigran Barseghyan (1 penalty)
- Artak Dashyan
- Luka Ivanušec
- Lovro Majer
- Ante Budimir
- Eduards Emsis
- Kristers Tobers
- Roberts Savaļnieks
- Jānis Ikaunieks
- Daniels Balodis
- Nathan Broadhead
- Kieffer Moore
- Daniel James
- Aaron Ramsey (dont 1 penalty)
- David Brooks
- Neco Williams
- Orkun Kökçü
- Kerem Aktürkoğlu
- Abdülkerim Bardakcı
- Cengiz Ünder
- İrfan Can Kahveci
- Umut Nayir
- Arda Güler
- Bertuğ Yildirim
- Barış Alper Yılmaz
- Yunus Akgün
- Kerem Aktürkoğlu
- Yusuf Yazıcı (dont 1 penalty)

but contre son camp  (csc)
- Ozan Kabak (contre l'Arménie)
- Nair Tiknizyan (contre le Pays de Galles)

### Passeurs
2 passes 
- Mario Pašalić
- Ivan Perišić
- Harry Wilson
- Orkun Kökçü

1 passe 
- Nair Tiknizyan
- Lucas Zelarayán
- Eduard Spertsyan
- Ugochukwu Iwu
- Artak Dashyan
- Dominik Livaković
- Bruno Petković
- Borna Barišić
- Lovro Majer
- Luka Ivanušec
- Borna Sosa
- Vladislavs Gutkovskis
- Alvis Jaunzems
- Chris Mepham
- Brennan Johnson
- Kieffer Moore
- David Brooks
- Jordan James
- Onut Bulut
- Enes Ünal
- Merih Demiral
- Barış Alper Yılmaz
- Halil Dervişoğlu
- Salih Özcan
- Cenk Özkaçar
- Samet Akaydin
- Yusuf Sarı
- İsmail Yüksek

## Discipline
Un joueur est automatiquement suspendu pour le prochain match pour les infractions suivantes:
- Recevoir un carton rouge (les suspensions du carton rouge peuvent être prolongées pour des infractions graves)
- Recevoir trois cartons jaunes dans trois matches différents, ainsi qu'après le cinquième et tout carton jaune suivant (les suspensions pour carton jaune ne sont pas reportées aux barrages, aux finales ou à tout autre match international futur)

Les suspensions suivantes ont été (ou seront) purgées lors des matches de qualification:
| Joueurs                 | Cartons                                                                        | Suspensions                                     |
| ----------------------- | ------------------------------------------------------------------------------ | ----------------------------------------------- |
| Hovhannes Hambardzumyan | contre République d'Irlande en Ligue des nations 2022-2023 (27 septembre 2022) | 1re journée, contre Turquie (25 mars 2023)      |
| Artak Dashyan           | contre République d'Irlande en Ligue des nations 2022-2023 (27 septembre 2022) | 1re journée, contre Turquie (25 mars 2023)      |
| Kieffer Moore           | 3e journée, contre Arménie (16 juin 2022)                                      | 4e journée, contre Turquie (19 juin 2023)       |
| Eduards Emsis           | 3e journée, contre Turquie (16 juin 2022)                                      | 4e journée, contre Arménie (19 juin 2023)       |
| Joe Morrell             | 4e journée, contre Turquie (19 juin 2023)                                      | 6e journée, contre Lettonie (11 septembre 2023) |